# 王軍 (実業家)

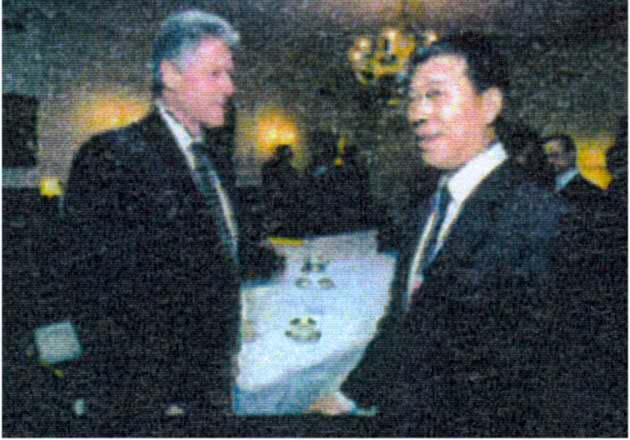
王軍（右）とクリントン

王 軍（おう ぐん、1941年4月11日 - 2019年6月10日）は、中国国有複合企業、中国中信集団公司元代表取締役会長。

## 経歴
王震（元国家副主席）の息子として1941年に生まれる。
ハルビン軍事工程学院を卒業。
2019年6月10日に死去。